# Ла-Грут
Ла-Грут (фр. La Groutte) — коммуна во Франции, находится в регионе Центр. Департамент — Шер. Входит в состав кантона Сент-Аман-Монтрон. Округ коммуны — Сент-Аман-Монтрон.
Код INSEE коммуны — 18107.

## География

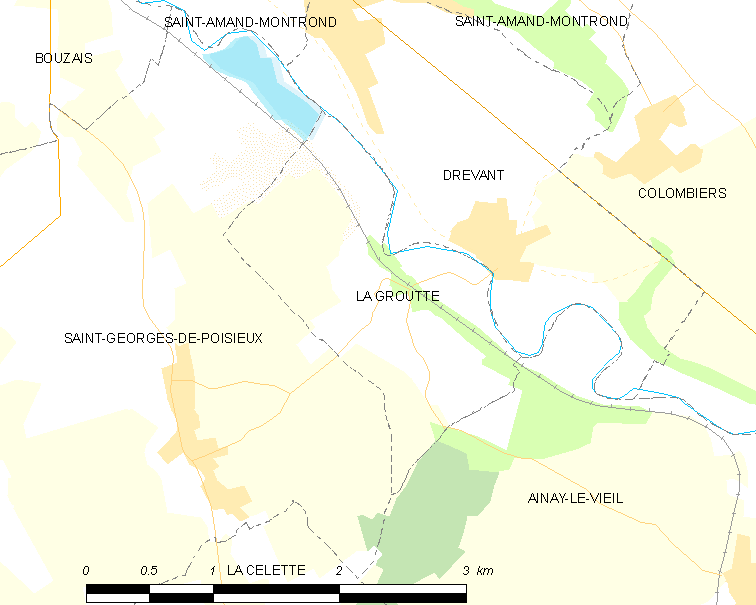
Карта коммуны

Коммуна расположена приблизительно в 250 км к югу от Парижа, в 145 км южнее Орлеана, в 45 км к югу от Буржа.
Вдоль северо-восточной границы коммуны протекает река Шер.

## Население
Население коммуны на 2008 год составляло 122 человека.
| 1962 | 1968 | 1975 | 1982 | 1990 | 1999 | 2008 |
| ---- | ---- | ---- | ---- | ---- | ---- | ---- |
| 111  | 137  | 97   | 89   | 104  | 103  | 122  |

## Экономика
В 2007 году среди 77 человек в трудоспособном возрасте (15-64 лет) 60 были экономически активными, 17 — неактивными (показатель активности — 77,9 %, в 1999 году было 74,0 %). Из 60 активных работали 51 человек (29 мужчин и 22 женщины), безработных было 9 (3 мужчин и 6 женщин). Среди 17 неактивных 6 человек были учениками или студентами, 6 — пенсионерами, 5 были неактивными по другим причинам.